# World Series of Poker Europe

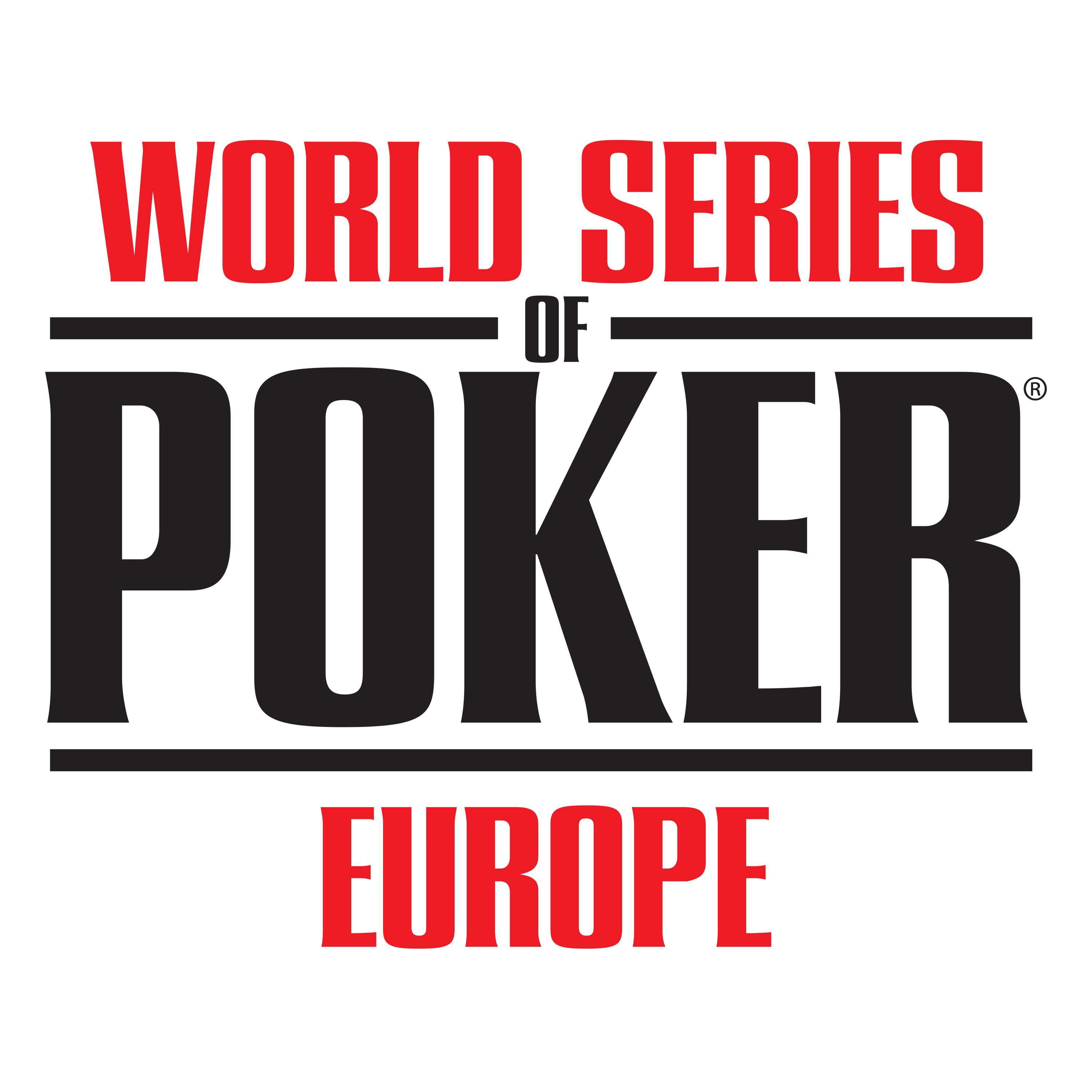
Logo der World Series of Poker Europe

Die World Series of Poker Europe, kurz WSOPE, ist die erste Expansion der World Series of Poker. Bei ihr wurden erstmals außerhalb der Vereinigten Staaten Pokerturniere unter der Marke WSOP etabliert.

## Hintergrund
Seit 1970 mussten Pokerspieler nach Las Vegas reisen, wenn sie an der World Series of Poker teilnehmen wollten. Obwohl die WSOP-Turniere auch an anderen Orten stattfinden, wurden die Hauptturniere, bei denen die Gewinner Siegerarmbänder, sogenannte Bracelets, erhalten, ausschließlich in Las Vegas veranstaltet. Bei der ersten WSOPE, die 2007 in London stattfand, wurde zum ersten Mal ein WSOP-Bracelet außerhalb von Las Vegas vergeben.

## Geschichte
Im Jahr 2004 erwarb Harrah’s Entertainment die Rechte an der Marke WSOP. Später erwarb Harrah’s London Clubs International (LCI) die Rechte. LCI betreibt drei Casinos in London – Fifty, Leicester Square und The Sportsman. Nach dem Erwerb der Casinos nahm sich Harrah’s vor, die Marke WSOP auch nach Europa zu bringen. Europäische Casinos zeichnet eine andere Atmosphäre im Vergleich zu amerikanischen Casinos aus. Jeffrey Pollack, zu diesem Zeitpunkt WSOP-Commissioner, wies darauf hin, dass die WSOPE ein einzigartiges Flair habe. Man dürfe sich daher nicht wundern, wenn an den Tischen ein Sakko Pflicht wäre. Würde James Bond ein Pokerturnier veranstalten, dann könnte es nach Pollacks Ansicht am ehesten wie die WSOPE aussehen.
Die WSOPE hat sich einem intensiven Wettbewerb ausgesetzt, da sich schon viele große Pokerturniere in Europa etabliert haben. Pollack ging aber davon aus, dass durch die globale Bekanntheit der WSOP und der WSOP-Bracelets die realistische Chance bestehe, dass die WSOPE den Rückstand schnell aufhole. Im Bereich Marketing verließ sich Harrah’s nicht nur auf die eigene Reputation und die der WSOP. Am 5. Juli 2007 gab Harrahs die Zusammenarbeit mit dem in Großbritannien beheimateten Unternehmen Betfair bekannt. Betfair ist eines der größten Online-Gaming-Unternehmen der Welt. Das Bündnis setzt auf die gute Reputation von Betfair in Europa und ist dabei die weitreichendste Kooperation zwischen einem Online- und einem Offline-Casino.
Durch die 2007 geänderte Rechtslage in den Vereinigten Staaten konnte die WSOP nicht länger Geschäfte mit Online-Gambling-Firmen machen. Dadurch waren Online-Qualifikanten für die WSOP in den USA tabu. Die WSOPE dagegen unterliegt keinen derartigen Beschränkungen. Der United Kingdom Gambling Act von 2005 erlaubt rechtlich regulierte Online-Pokeranbieter. Des Weiteren sind die Altersgrenzen für die Teilnahme an Glücksspielen in Großbritannien und den Vereinigten Staaten unterschiedlich. Somit dürfen an der WSOPE auch jüngere Spieler teilnehmen.
Da die Casinos in Großbritannien kleiner sind, als jene in Las Vegas, war die Anzahl der WSOPE-Teilnehmer begrenzt. Dadurch besteht das Teilnehmerfeld aus mehr Top-Pokerspielern und weniger Amateuren. Zum Beispiel saßen an einem „Starting Table“ der WSOPE 2007 Spieler wie Tony Guoga, Andy Bloch, Jeff Madsen, Jennifer Harman und Brandon Adams. An einem anderen „Starting Table“ trafen Allen Cunningham, Gus Hansen, Marcel Lüske und Justin Bonomo aufeinander. Vier von fünf Finalisten am ersten Finaltisch der WSOPE 2007 hatten zuvor bereits ein WSOP-Bracelet gewonnen. 2007 hatten vier der fünf Finalisten des ersten WSOPE-Turniere bereits ein WSOP-Bracelet gewonnen. Das erste WSOPE-Bracelet überhaupt ging an Thomas Bihl. Am zweiten Finaltisch nahm kein vormaliger Bracelet-Gewinner teil, das Armband holte sich Dario Alioto. Mit 18 Jahren und 364 Tagen war Annette Obrestad im WSOPE 2007 Main Event die jüngste Spielerin, die bislang ein WSOP-Bracelet gewann.
2008 wurde die WSOPE um ein viertes Turnier ergänzt und fand im Casino at the Empire am Londoner Leicester Square statt. Bemerkenswertes passierte in der WSOPE 2008 als Jesper Hougaard der erste Pokerspieler wurde, der im selben Jahr sowohl ein Bracelet für die WSOP als auch eines für die WSOPE gewann. Im WSOPE-Hauptturnier spielten Größen wie Iwan Demidow, John Juanda und Daniel Negreanu. Demidows Teilnahme am WSOPE Final Table war besonders beachtlich, denn er war zu diesem Zeitpunkt bereits einer der „November Nine“ und als Spieler am Finaltisch des WSOP-Hauptturniers im November 2008 gesetzt. Daher bestand die Chance, dass derselbe Spieler beide Hauptturniere gewinnen konnte. Auch wenn dieser Fall nicht eintrat, war Demidow der erste Spieler, der an den Finaltischen beider Hauptturniere saß.
Das WSOPE-2008-Hauptturnier gewann John Juanda, der damit sein insgesamt viertes Bracelet holte. Theo Jørgensen, der es bereits 2007 ins Finale des WSOPE-Hauptturniers geschafft hatte, gewann sein erstes Bracelet im £5,000 Pot-Limit Omaha Event. Sherkhan Farnood saß an einem besonderen Finaltisch, da vier von sechs Mitstreitern (Ivo Donev, Howard Lederer, Phil Ivey und Jeff Lisandro) zusammen neun WSOP-Bracelets auf sich vereinten. Die WSOPE 2008 markierte auch einen technologischen Fortschritt mit dem erstmaligen Einsatz der Mobile Hole Card Camera. Bei vorherigen Turnieren konnten die Zuschauer die Hole Cards nur an bestimmten Tischen verfolgen. 2008 ermöglichte eine spezielle Kamera den Übertragungsteams sich frei zu bewegen und so das Spiel an benachbarten Tischen gleichzeitig zu übertragen.
Die WSOPE 2009 fand vom 17. September bis zum 1. Oktober im Casino at the Empire in London statt. Insgesamt wurden vier Bracelets vergeben, in den Events £1,000 No-Limit Hold’em, £2,500 Pot Limit Hold’em/Pot-Limit Omaha, £5,000 Pot Limit Omaha und £10,000 World Championship No-Limit Hold’em (Hauptturnier). Der Sportsender ESPN kündigte im Vorfeld an, zehn Stunden Berichterstattung über die WSOPE in das WSOP 2009 Programm einzubinden.
Die vierte World Series of Poker Europe (WSOPE) wurde vom 14. bis zum 28. September 2010 ausgetragen. Es wurden fünf Bracelets ausgespielt. Austragungsort des Turniers war das Casino at the Empire in London.
2011 wurde die WSOPE erstmals im Majestic Barrière und dem Le Croisette Casino Barrière in Cannes ausgetragen. Vom 7. Oktober bis zum 20. Oktober wurden sieben Bracelets ausgespielt. Die Ergebnisse der WSOPE werden seit 2011 für die Auszeichnung zum Player of the Year berücksichtigt.
Auch 2012 fand die WSOPE in Cannes statt. Vom 21. September zum 4. Oktober wurden erneut sieben Bracelets ausgespielt. Das Main Event gewann Phil Hellmuth, der damit als erster Spieler das Main Event der WSOP und der WSOPE gewann.
Erstmals am Austragungsort Enghien-les-Bains wurden vom 11. Oktober zum 25. Oktober 2013 acht Bracelets ausgespielt. Seit 2014 findet die WSOPE im jährlichen Wechsel mit der WSOP Asia Pacific statt, so dass die nächste WSOPE erst wieder 2015 ausgetragen wurde.
Im Oktober 2015 fand die WSOPE in Deutschland in der Spielbank Berlin statt. Insgesamt wurden zehn verschiedene Hauptturniere angeboten, bei denen es Bracelets zu gewinnen gab. Die Turniere hatten Startgebühren von 550 bis 25.600 Euro.
Nach Verhandlungen mit dem Management der World Series of Poker wurde 2015 eine Entscheidung zur Austragung von WSOP-Turnieren im King’s Resort in Rozvadov getroffen. Rozvadov wurde demgemäß ab 2017 zum Austragungsort von Circuitturnieren sowie der WSOPE. 2020 wurde aufgrund der COVID-19-Pandemie keine WSOPE ausgespielt.

## Austragungen
| #  | Jahr | Stadt             | Turniere | Mehrfache Braceletgewinner | Main Event | Main Event           | Main Event             | Main Event  |
| #  | Jahr | Stadt             | Turniere | Mehrfache Braceletgewinner | Teilnehmer | Sieger               | Herkunft               | Preisgeld   |
| -- | ---- | ----------------- | -------- | -------------------------- | ---------- | -------------------- | ---------------------- | ----------- |
| 01 | 2007 | London            | 03       | –                          | 362        | Annette Obrestad     | Norwegen               | 1.000.000 £ |
| 02 | 2008 | London            | 04       | –                          | 363        | John Juanda          | Vereinigte Staaten     | 0.868.800 £ |
| 03 | 2009 | London            | 04       | –                          | 334        | Barry Shulman        | Vereinigte Staaten     | 0.801.603 £ |
| 04 | 2010 | London            | 05       | –                          | 346        | James Bord           | Vereinigtes Konigreich | 0.830.401 £ |
| 05 | 2011 | Cannes            | 07       | –                          | 593        | Elio Fox             | Vereinigte Staaten     | 1.400.000 € |
| 06 | 2012 | Cannes            | 07       | –                          | 420        | Phil Hellmuth        | Vereinigte Staaten     | 1.022.376 € |
| 07 | 2013 | Enghien-les-Bains | 08       | –                          | 375        | Adrián Mateos        | Spanien                | 1.000.000 € |
| 08 | 2015 | Berlin            | 10       | –                          | 313        | Kevin MacPhee        | Vereinigte Staaten     | 0.883.000 € |
| 09 | 2017 | Rozvadov          | 11       | –                          | 529        | Martí Roca de Torres | Spanien                | 1.115.207 € |
| 10 | 2018 | Rozvadov          | 10       | –                          | 534        | Jack Sinclair        | Vereinigtes Konigreich | 1.122.239 € |
| 11 | 2019 | Rozvadov          | 15       | Kahle Burns (2)            | 541        | Alexandros Kolonias  | Griechenland           | 1.133.678 € |
| 12 | 2021 | Rozvadov          | 15       | Julien Martini (2)         | 688        | Josef Guláš          | Tschechien             | 1.276.712 € |
| 13 | 2022 | Rozvadov          | 15       | –                          | 763        | Omar Eljach          | Schweden               | 1.380.129 € |
| 14 | 2023 | Rozvadov          | 15       | –                          | 817        | Max Neugebauer       | Osterreich             | 1.500.000 € |